# Mlecz błotny

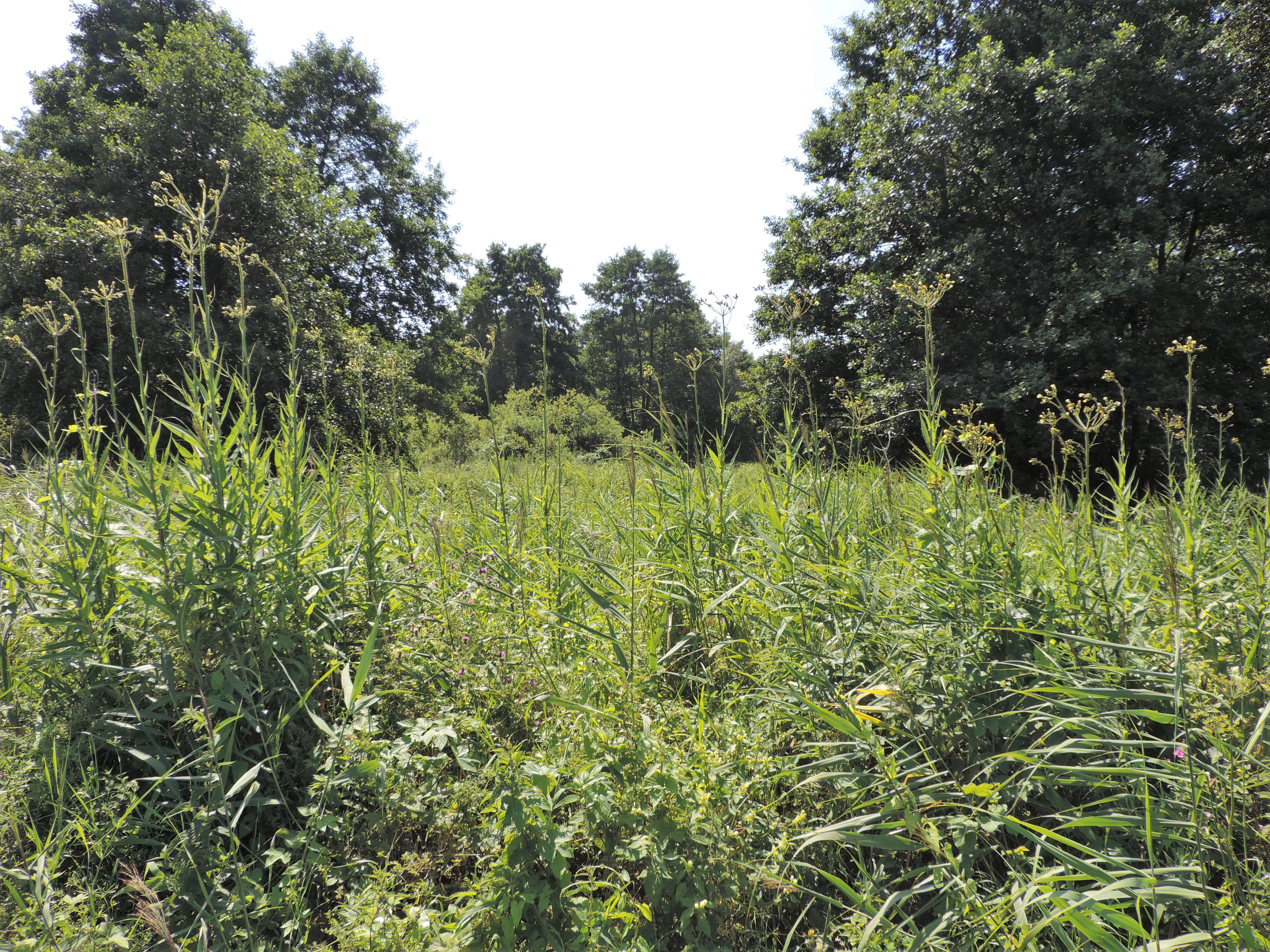

Mlecz błotny, mlecz nadwodny (Sonchus palustris L.) – gatunek rośliny z rodziny astrowatych. Występuje w Europie oraz zachodniej i środkowej Azji. W Polsce głównie na północy. Jest to okazała bylina zasiedlająca brzegi wód. Wykorzystywana była w ziołolecznictwie ludowym. Roślina trująca.

## Rozmieszczenie geograficzne
W Europie rośnie od Półwyspu Iberyjskiego po Kaukaz i południowy Ural, ale w środkowej części kontynentu – na północ sięgając do Wielkiej Brytanii, południowej części Półwyspu Skandynawskiego i krajów nadbałtyckich, a na południu do północnych Włoch (przy czym w tym kraju uznany jest już za wymarły) i północnych Bałkanów. W Azji występuje w zachodniej części kontynentu sięgając gór w środkowej części kontynentu. Jako gatunek introdukowany rośnie w Kanadzie (w Ontario).
W Polsce gatunek rozpowszechniony w rejonie ujścia i dolnego odcinka Odry i Wisły, poza tym rozproszony wzdłuż wybrzeża, w środkowej i południowo-wschodniej części kraju. Obserwowany jest wzrost liczby odnotowywanych stanowisk.

## Morfologia
PokrójWysoka roślina zielna, osiągająca do ok. 3 m wysokości (czasem nawet ponad 3,5 m). Łodyga pojedyncza, w dolnej części 4-kanciasta, gruba (w dole drewniejąca), pusta wewnątrz (przewód powietrzny na przekroju kwadratowy, podzielony licznymi przegrodami poprzecznymi), zwykle naga, rzadziej z pojedynczymi włoskami i siedzącymi gruczołkami. Pędy nadziemne wyrastają z krótkiego kłącza o średnicy do 5 cm.
LiścieSiedzące i głęboko strzałkowatą nasadą obejmujące łodygę. Uszka są lancetowate, ostre i odstające. Blaszka osiąga do ok. 30 cm długości, w przypadku górnych liści jest niepodzielona, ale środkowe i dolne są pierzastodzielne, przy czym odcinki boczne są nieliczne, prostopadle odstają od osi liścia lub nawet są skierowane ku nasadzie. Liście na brzegu są drobno kolczasto ząbkowane lub całe, ale zawsze z licznymi szczecinkami. Z wierzchu liście są zwykle nagie, żywozielone, od spodu jaśniejsze.
KwiatyZebrane w liczne koszyczki tworzące wiechę podobną do baldacha. Szypuły i okrywy koszyczków pokryte gruczołkami w kolorze żółtym, zielonawym, brązowym lub czarnym. Koszyczki o średnicy do ok. 3 cm z ok. 70–90 kwiatami. Okrywa dzwonkowata, o średnicy ok. 1,5 cm. Listki okrywy koszyczków brudnozielone, im bardziej wewnętrzne tym silniej obłonione, podłużnie jajowate, tępe. Zewnętrzne listki krótsze, zwykle silnie odgięte, wewnętrzne dłuższe. Kwiaty języczkowe, żółte, obupłciowe.
OwoceNiełupki osiągające ok. 4 mm długości zwieńczone białym puchem kielichowym długości do ok. 1 cm (łatwo odpada w całości od owoców). Niełupki zwężają się nieznacznie ku obu końcom, są lekko spłaszczone, z dwóch stron z silniej wystającymi żebrami i czterema między nimi (z każdej strony) delikatniejszymi, drobno marszczonymi.

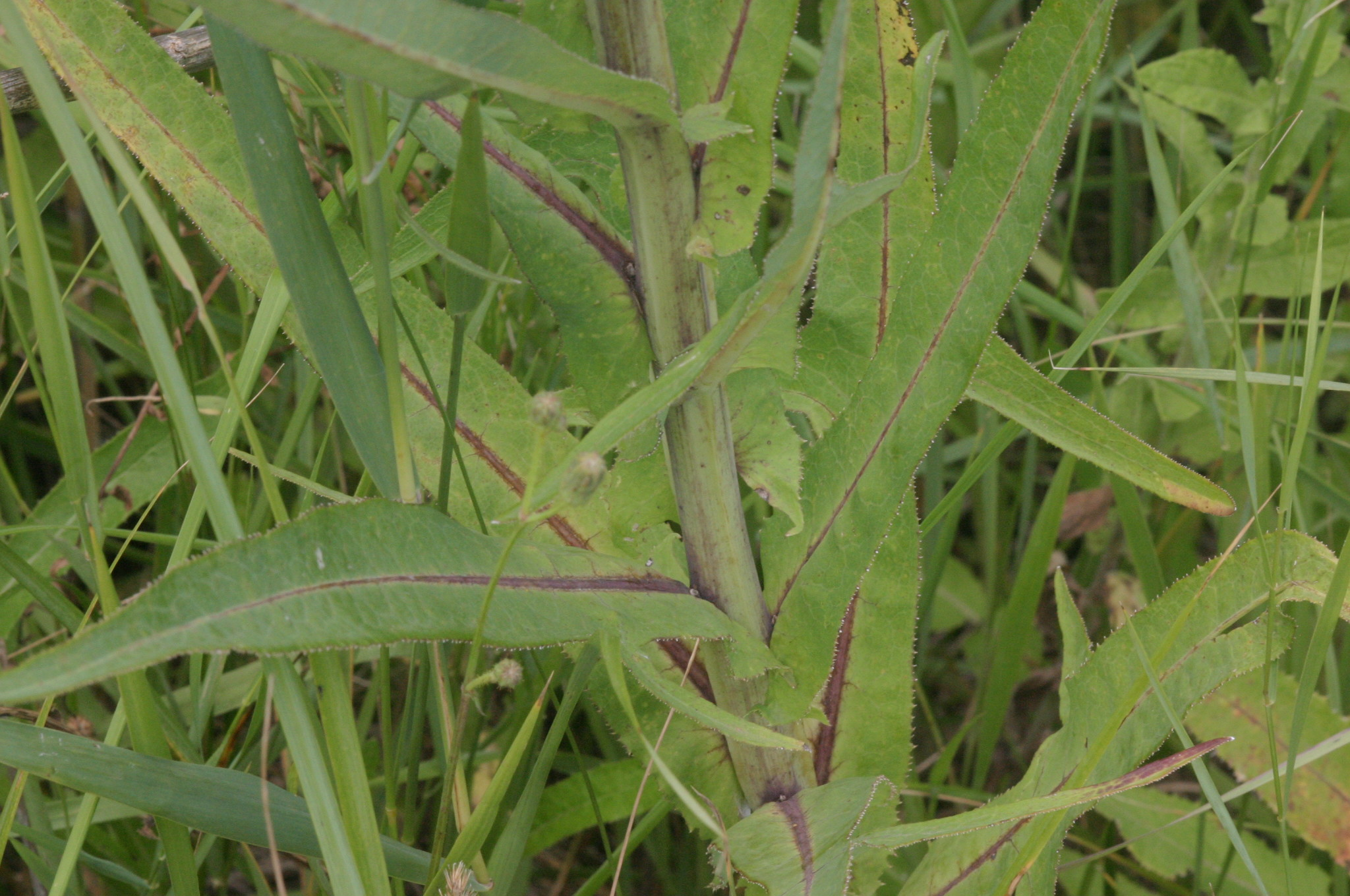
Liście
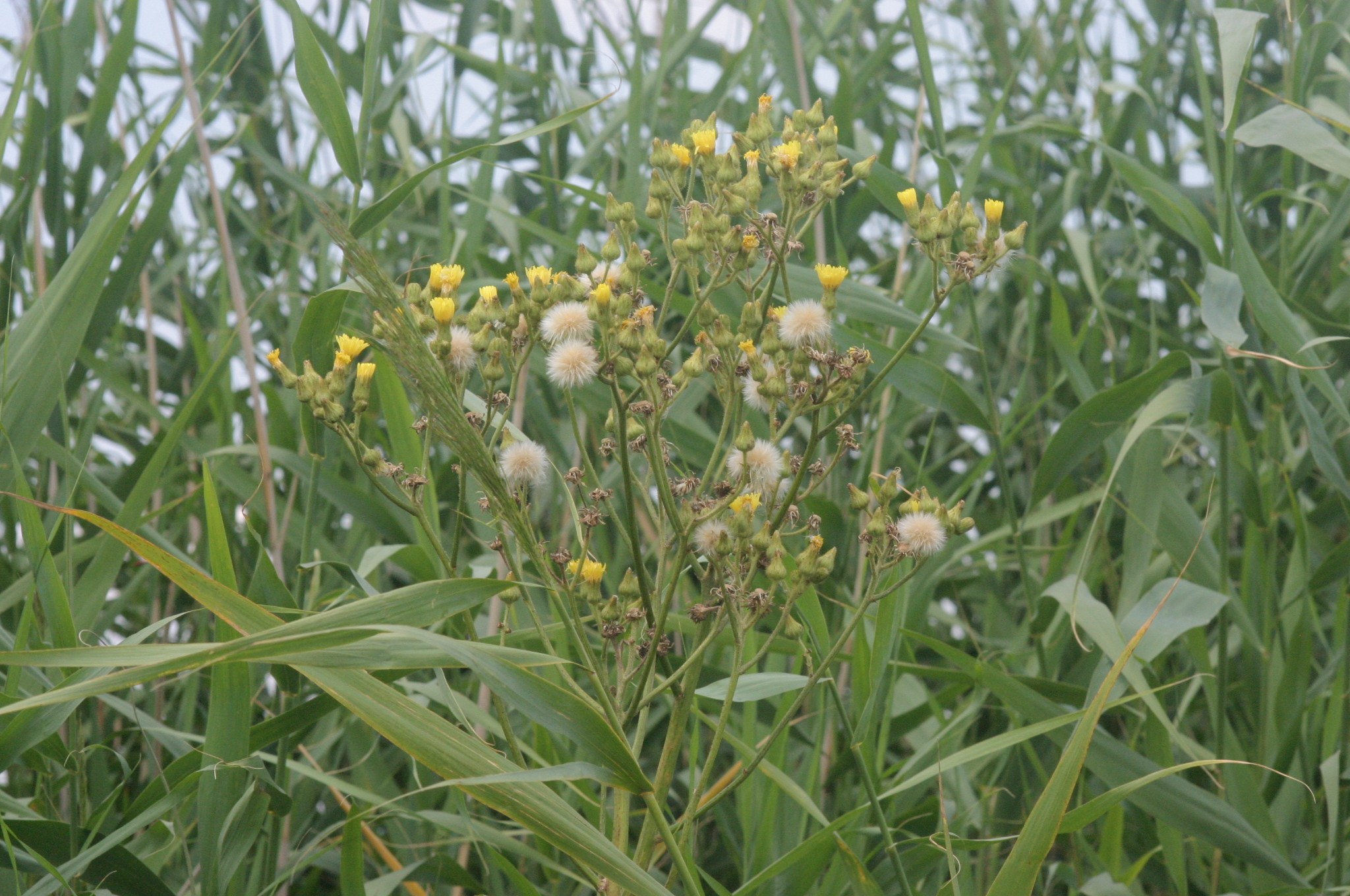
Kwiatostan
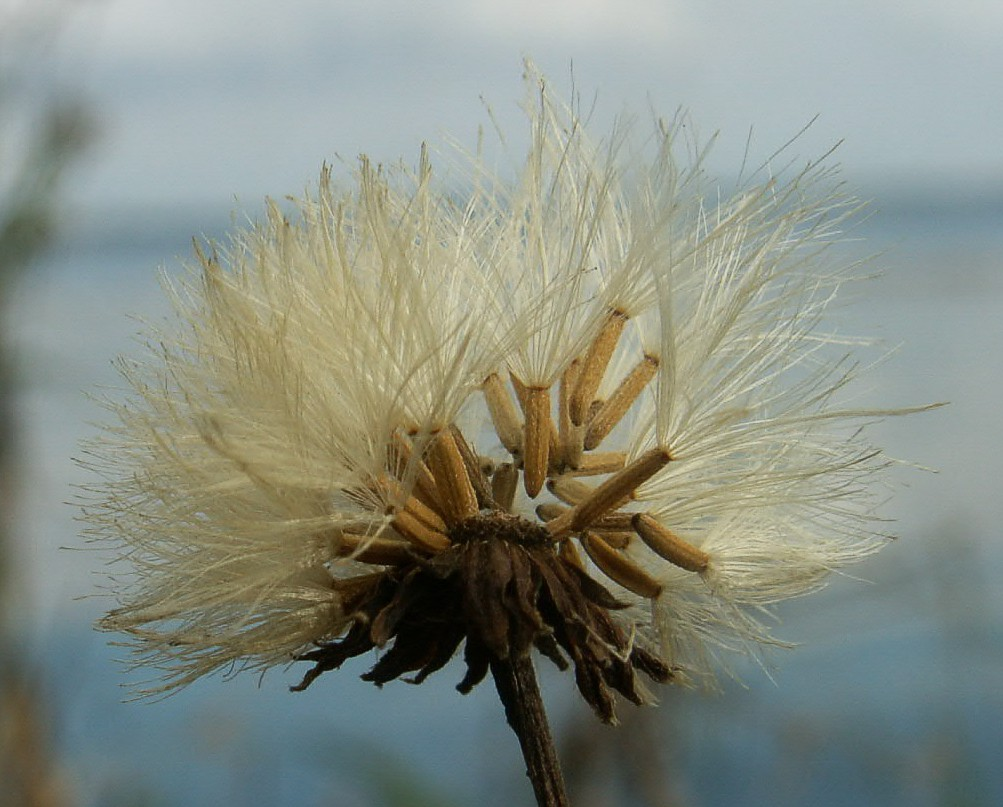
Owoce

Gatunki podobneW Europie Środkowej na podobnych siedliskach (wilgotne łąki, brzegi wód, solniska) występuje mlecz polny S. arvensis subsp. uliginosus. Różni się on mniejszymi rozmiarami (do 1,5 m wysokości); zaokrąglonymi uszkami u nasady liści; zaokrągloną na przekroju łodygą, także w dolnej części; kłączem czołgającym się; mniej licznymi koszyczkami osiągającymi 4 i więcej cm średnicy.

## Biologia i ekologia
Bylina, hemikryptofit. Kwitnie od lipca do września. Występuje na brzegach wód, zwłaszcza zasolonych, nad rzekami, kanałami, jeziorami i rowami. Gatunek charakterystyczny dla zespołu roślinności Calystegio-Angelicetum archangelicae litoralis (ziołorośla z dzięglem litworem nadbrzeżnym).
Liczba chromosomów 2n = 22.

## Systematyka i zmienność
W obrębie gatunku wyróżniano szereg form ze względu na barwę gruczołków w obrębie kwiatostanu, ale cecha ta jest bardzo zmienna (na jednej roślinie mogą występować różnie zabarwione gruczołki), w efekcie ranga taksonomiczna tego kryterium jest kwestionowana.
Poza podgatunkiem nominatywnym (subsp. palustris) wyróżniany jest podgatunek sosnowskyi (Schchian) Boulos znany z południowego Kaukazu, wyróżniający się nagimi (pozbawionymi gruczołków) kwiatostanami.